# Кімната Марії
Кімната Марії (англ. Mary's Room; Кімната Мері) — уявний експеримент у філософії свідомості, запропонований Френком Джексоном у статті «Epiphenomenal Qualia» (1982), і розширений в статті «What Mary did not know» (1986). Цей експеримент є аргументом проти фізикалізму — погляду, що все у Всесвіті, включаючи ментальне, має виключно фізичну природу. Полеміка, яка виникла після його оприлюднення, стала предметом спеціального випуску — There's Something About Mary (2004), в якому викладено погляди різних філософів, зокрема, Деніеля Деннета, Девіда Льюїса, Поля Чарчленда.

## Передумови
Уявний експеримент Ф. Джексона не був повністю новою ідеєю, схожі аргументи висловлювалися і іншими філософами до нього. Так Ч. Б. Брод у своїй роботі 1925 року пропонував уявити архангела, який би володів безмежними математичними і логічними здібностями і міг безпосередньо спостерігати атомну структуру речовин. Такий архангел зміг би передбачити хімічні властивості будь-якої речовини, наприклад, він міг би передбачити, що аміак є безбарвним газом, розчинним у воді. Однак, на думку Брода, він би не зміг передбачити яким буде його запах для людини, навіть знаючи як він вплине на рецептори в носі і які нейрони будуть задіяні в людському мозку.
Герберт Фейгл в своїй роботі 1958 року також ще висловлював схожу ідею. Фейгл описував марсіан, які вивчають людську поведінку, однак, всі почуття і відчуття людей їм чужі. Марсіани могли б передбачити реакцію людей на жарти або їхню поведінку під час поминок, однак, вони не могли б мати знання про те, що відчувають земляни в цих ситуаціях. Іншими словами, вони ніколи не змогли б отримати інформацію про такі кваліа як емпатія.
У 1974 році Томас Нагель в статті «Як воно, бути кажаном?» висловлював думку про те, що про деякі факти можна дізнатися тільки за допомогою суб'єктивного досвіду. Нагель наводить приклад з ехолокацією у кажанів: хоча ми можемо знати всі об'єктивні дані про те як працює ехолокація, які органи чуття і нейронні зв'язки задіяні у цих тварин під час використання ехолокації, на думку Нагеля, ми ніколи не зможемо зрозуміти як це сприймати реальність через ехолокацію.

## Уявний експеримент
Експеримент був опублікований в 1982 році в статті «Epiphenomenal Qualia» журналу «The Philosophical Quarterly». У цій статті Ф. Джексон пропонує уявити читачеві вчену-дослідницю кольору Марію.
Спочатку експеримент був запропонований Джексоном в наступному вигляді:
| Марія — чудовий вчений, яка змушена з якихось причин вивчати світ з чорно-білої кімнати через чорно-білий монітор. Вона спеціалізується на нейрофізіології зору і припустимо, що вона володіє усією можливою фізичною інформацією, яку можна отримати про те, що ми відчуваємо, коли бачимо стиглі помідори або небо, або коли використовуємо слова 'червоний', 'синій', і т. д. Наприклад, вона знає, які комбінації довжин хвиль, що випромінюються небом, стимулюють сітківку ока, і що в точності відбувається в центральній нервовій системі, коли вимовляється фраза 'Небо синє'. […] Що станеться, коли Марія вийде зі своєї кімнати або коли їй дадуть кольоровий монітор? Чи дізнається вона про що-небудь нове? Оригінальний текст (англ.) Mary is a brilliant scientist who is, for whatever reason, forced to investigate the world from a black and white room via a black and white television monitor. She specializes in the neurophysiology of vision and acquires, let us suppose, all the physical information there is to obtain about what goes on when we see ripe tomatoes, or the sky, and use terms like 'red', 'blue', and so on. She discovers, for example, just which wavelength combinations from the sky stimulate the retina, and exactly how this produces via the central nervous system the contraction of the vocal cords and expulsion of air from the lungs that results in the uttering of the sentence 'The sky is blue '. [...] What will happen when Mary is released from her black and white room or is given a color television monitor? Will she learn anything or not? |

Джексон запитує, що ж станеться якщо ми випустимо Марію з її чорно-білої кімнати в реальний світ, чи впізнає вона що-небудь нове?

## Наслідки
Існує два варіанти висновку залежно від того, чи впізнає Марія що-небудь, вперше випробувавши колір: існування кваліа та аргументу проти фізикалізму.
Аргумент полягає в наступному: якщо Марія дізнається щось нове з досвіду безпосереднього сприйняття кольору, то фізикалізм є хибним. Зокрема цей аргумент є критикою ствердження фізикалістів про повноту фізичних пояснень ментальних станів. Марія може знати все про науку сприйняття кольору, але чи може вона знати, який досвід червоного, якщо вона ніколи не бачила червоного? Джексон вважає, що Марія дізнається щось нове, вперше побачивши колір. Таким чином, фізикалізм є хибним.
Слід також розуміти, що в статті Джексона під фізикалізмом розуміється епістемологічна доктрина про те, що будь-яке знання є знанням про фізичні факти, а не метафізична доктрина про те, що все має фізичну природу.

## Заперечення

### Рамачандран і Хаббард
Вілейанур Рамачандран і Едвард Хаббард вважають, що коли вона вперше побачить червоне яблуко, існує три можливих сценарії:
1. Марія скаже, що бачить тільки сірий колір.
2. Вона відчує «Вау» ефект від суб'єктивного сприйняття кольору в перший раз.
3. Вона відчує сліпоту неуваги. У цьому випадку вона може сказати, що не бачить різниці між червоним яблуком і яблуком, пофарбованим у сірий колір, але коли її попросять вказати на червоне яблуко, вона це зробить.

Вони пояснюють: «Який з цих сценаріїв дійсно станеться? Ми вважаємо, що можемо отримати відповідь від синестеза, який страждає на дальтонізм. Так, як і теоретична Марія, синестет-дальтонік не може відрізняти певні відтінки внаслідок порушення рецепторів. Однак коли він дивиться на цифри, його синестезія дозволяє йому відчувати кольори, які він ніколи не бачив у реальному світі. Він називає їх „Марсіанськими кольорами“. Той факт, що його колірні клітини в мозку можуть активуватися, може допомогти нам відповісти на це філософське питання: ми вважаємо, що те ж саме відбудеться і з Марією».

### Деніел Деннет
Деніел Деннет вважає, що Марія не дізнається нічого нового, якщо вийде зі своєї чорно-білої кімнати. Він стверджує, що якби Марія дійсно знала все про колір, то її знання включало б також і глибоке розуміння того, як люди відчувають «кваліу» кольору. Більш того, таке знання включало б і функціональну здатність відрізняти червоний колір від інших кольорів. Таким чином, Марія вже знала б, що саме очікувати до того, як вона покинула б кімнату. Деннет вважає, що функціональне знання ідентичне досвіду, і не існує якоїсь невимовної кваліі.

### Френк Джексон
Спочатку Френк Джексон підтримував антифізикалістські наслідки уявного експерименту. Він вважав, що фізіологічні пояснення про те, що будь-яка поведінка викликана будь-якими фізичними явищами, володіють повнотою. У той же час він вважав, що уявний експеримент доводить існування квалі, нефізичної частини розуму. Джексон вважав, що якщо обидва положення істинні, то це означає, що правдивий епіфеноменалізм — погляд про те, що ментальні стани викликані фізичними станами, але при цьому не впливають на фізичний світ.
Таким чином, у момент створення уявного експерименту позиція Джексона перебувала в рамках епіфеноменалізму.
Однак згодом він відмовився від цієї позиції. Зміну своєї позиції він обґрунтовує тим, що коли Марія вперше бачить червоний предмет, вона говорить «Вау», що повинно бути викликано квалією. У свою чергу, це суперечить епіфеноменалізму, оскільки для цього потрібно, щоб ментальний стан був викликаним зовнішньою поведінкою.